# Teorema de la firma de Hirzebruch
En topología diferencial, un área de las matemáticas, el teorema de la firma de Hirzebruch (a veces llamado teorema del índice de Hirzebruch) es el resultado de Friedrich Hirzebruch de 1954 que expresa la firma de una variedad orientada cerrada y lisa mediante una combinación lineal de número de Pontryagin llamada el
L-género.
Se utilizó en la demostración del teorema de Hirzebruch-Riemann-Roch.

## Enunciado del teorema
El género L es el género de la sucesión multiplicativa de polinomios
asociada a la serie de potencias característica
{\displaystyle {x \over \tanh(x)}=\sum _{k\geq 0}{{2^{2k}B_{2k} \over (2k)!}x^{2k}}=1+{x^{2} \over 3}-{x^{4} \over 45}+\cdots .}
Los dos primeros de los polinomios L resultantes son:
- {\displaystyle L_{1}={\tfrac {1}{3}}p_{1}}
- {\displaystyle L_{2}={\tfrac {1}{45}}(7p_{2}-p_{1}^{2})}

Tomando para el {\displaystyle p_{i}} las clases de Pontryagin {\displaystyle p_{i}(M)} del haz de tangentes de una 4n dimensional suave orientada cerrada se obtienen las clases L de M.
Hirzebruch demostró que la n-ésima clase L de M evaluada en la clase fundamental de M, {\displaystyle [M]}, es igual a {\displaystyle \sigma (M)}, la firma de M, es decir, la firma de la forma de intersección en el grupo de cohomología 2n de M:
{\displaystyle \sigma (M)=\langle L_{n}(p_{1}(M),\dots ,p_{n}(M)),[M]\rangle .}

## Esquema de la prueba del teorema de la firma
René Thom había demostrado anteriormente que la signatura estaba dada por alguna combinación lineal de número de Pontryagin, e Hirzebruch encontró la fórmula exacta de esta combinación lineal introduciendo la noción de género de una secuencia multiplicativa.
Dado que el anillo racional cobordismo orientado {\displaystyle \Omega _{*}^{\text{SO}}\otimes \mathbb {Q} } es igual a 
{\displaystyle \Omega _{*}^{\text{SO}}\otimes \mathbb {Q} =\mathbb {Q} [\mathbb {P} ^{2}(\mathbb {C} ),\mathbb {P} ^{4}(\mathbb {C} ),\ldots ],}
el álgebra polinómica generada por las clases de cobordismo orientado
{\displaystyle [\mathbb {P} ^{2i}(\mathbb {C} )]} de los espacios proyectivos complejos pares, basta con comprobar que
{\displaystyle \sigma (\mathbb {P} ^{2i})=1=\langle L_{i}(p_{1}(\mathbb {P} ^{2i}),\ldots ,p_{n}(\mathbb {P} ^{2i})),[\mathbb {P} ^{2i}]\rangle }
para todo i.

## Generalizaciones
El teorema de la firma es un caso especial del teorema del índice de Atiyah-Singer para el operador de firma.
El índice analítico del operador de firma es igual a la firma de la variedad, y su índice topológico es el género L de la variedad.
Por el teorema del índice de Atiyah-Singer estos son iguales.